# Metro de Yokohama
El Metro de Yokohama (横浜市営地下鉄 Yokohama Shiei Chikatetsu) es el sistema de metro que sirve la ciudad de Yokohama, Japón.

## Líneas
| Símbolo | Línea | Nombre                   | Terminales                     | Inauguración | Última extensión | Longitud (km) | Estaciones |
| ------- | ----- | ------------------------ | ------------------------------ | ------------ | ---------------- | ------------- | ---------- |
| B       | 1     | Línea Azul (Blue Line)   | Shonandai (B01) – Kannai (B17) | 1972         | 1999             | 19,7          | 17         |
| B       | 3     | Línea Azul (Blue Line)   | Kannai (B17) – Azamino (B32)   | 1985         | 1993             | 20,7          | 16         |
| G       | 4     | Línea Verde (Green Line) | Nakayama (G01) – Hiyoshi (G10) | 2008         | -                | 13,1          | 10         |
| TOTAL   | TOTAL | TOTAL                    | TOTAL                          | TOTAL        | TOTAL            | 53,5          | 42         |

Las líneas 1 y 3 son operadas juntos como un servicio. Hay transferencias con la Shinkansen a la Estación de Shin-Yokohama y transferencias con las líneas JR East, Tōkyū, Sotetsu, y Minatomirai a la Estación de Yokohama. Correspondencias entre las líneas 3 y 4 son disponible a las estaciones Center-Kita y Center-Minami.

## Historia

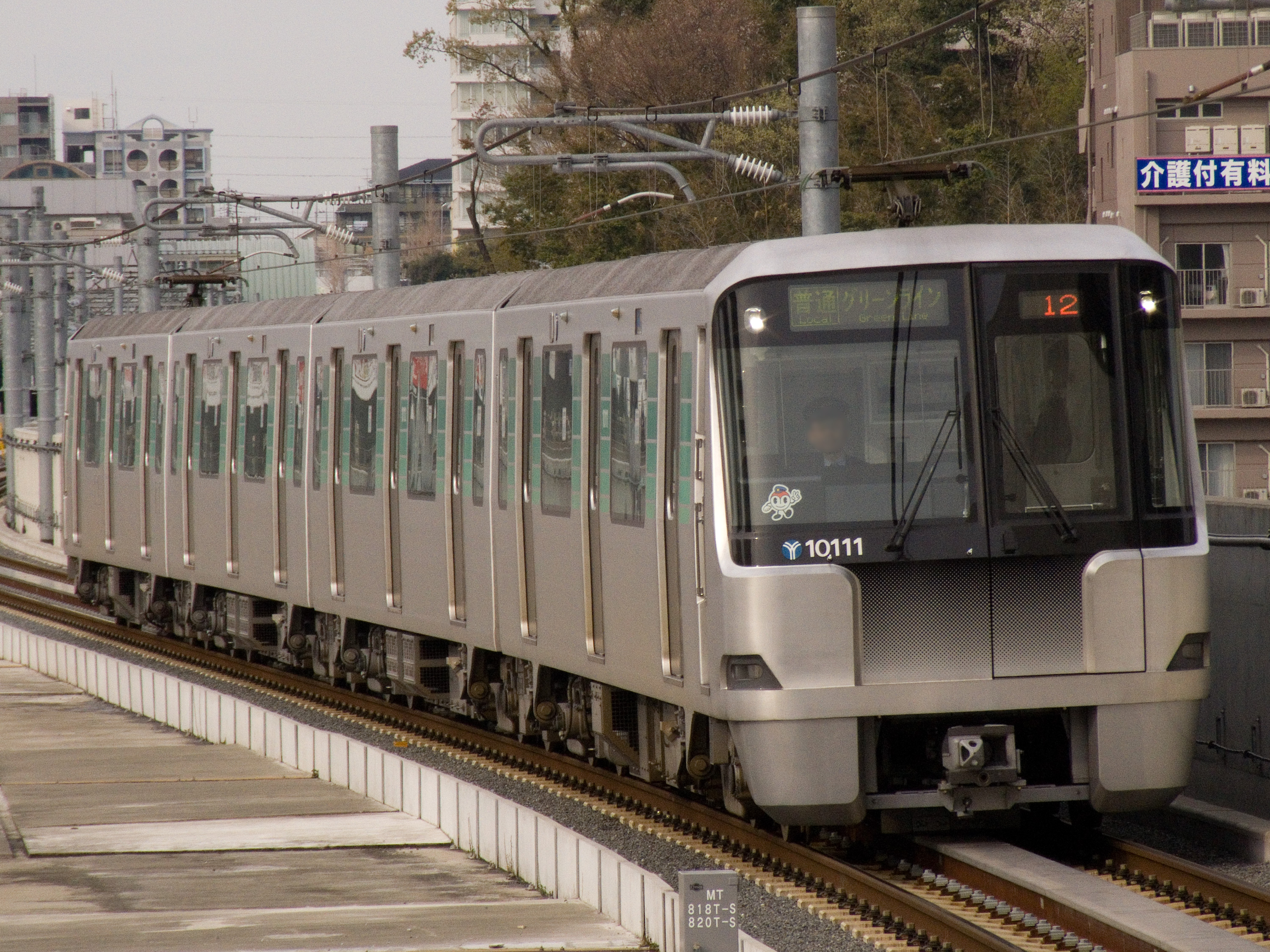
Un tren de la serie 10000 en la Línea Verde del metro.

La Línea Azul fue inaugurada entre las estaciones Isezakichōjamachi and Kami-Ōoka en el 16 de diciembre de 1972. En el año 1976, la línea fue conectado a la estación de Yokohama y una extensión a la estación Kami-Nakagaya fue abierto. 
En el año 1985, la línea fue extendido a la estación de Shin-Yokohama en el norte y la estación de Shin-Maioka en el sur (una estación a Totsuka fue completado en el año 1989). La línea fue realizado entre los años 1993 y 1999, cuando las extensiones a Azamino y Shonandai fue añadido. 
En el año 2001, se comenzó la construcción de la Línea Verde. Este línea fue inaugurada en el 30 de marzo de 2008 entre las estaciones Nakayama y Hiyoshi.